# Kata (karate)
För andra betydelser, se Kata (olika betydelser).

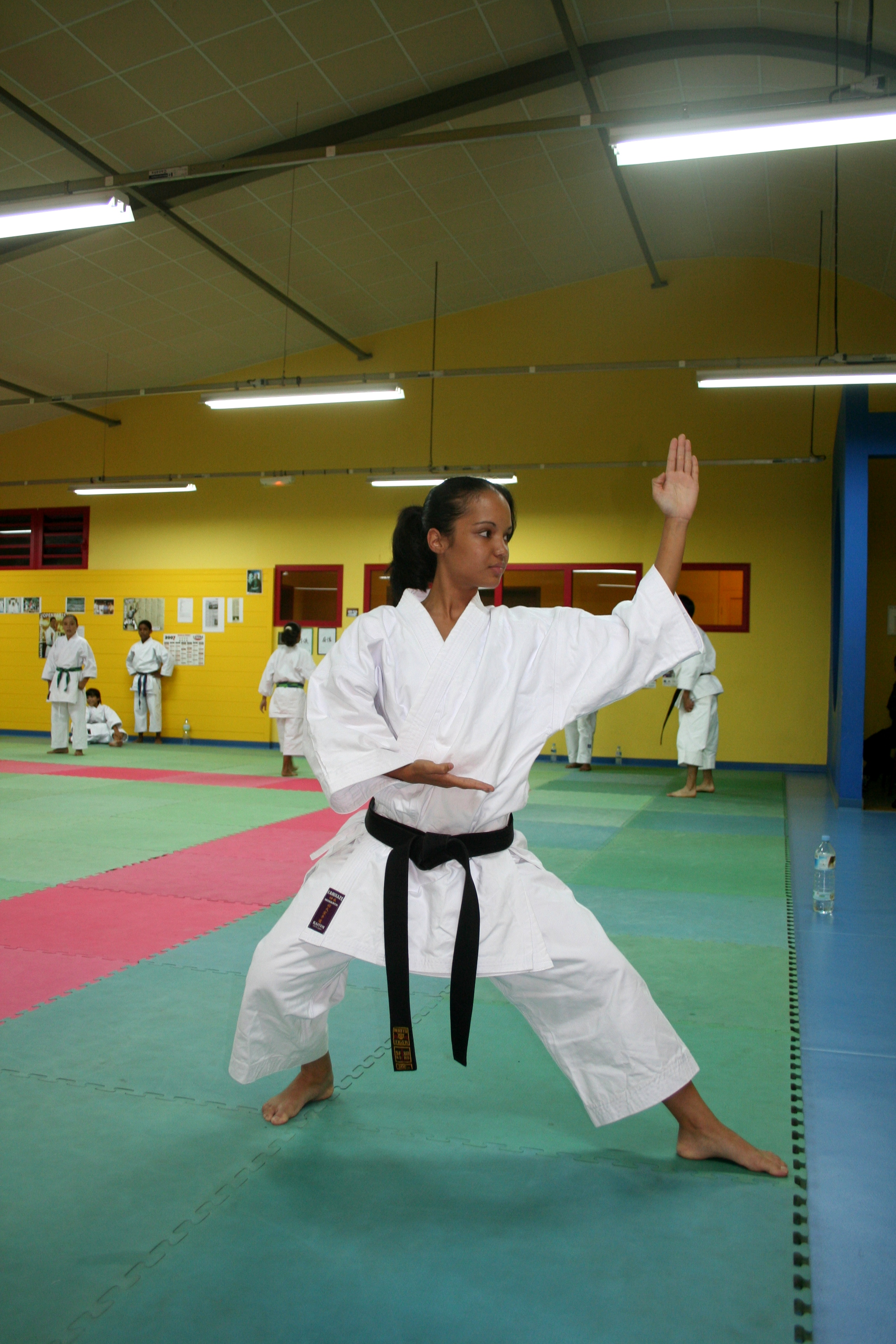
2005 års juniomästare i karate-kata i Frankrike, Emmanuelle Fumonde

Kata (japanska: 型 eller 形), ofta omtalat som karatens konst, är en serie standardiserade tekniker och ställningar som utförs åt olika håll efter ett bestämt mönster. Rörelserna kan vara både långsamma och snabba. Rätt andningsteknik medan katan genomföres är väldigt viktigt. Rörelserna skall visualisera attacker från fienden och deras svar. Katorna och deras namn kan skilja sig mellan olika skolor. Totalt finns runt 100 kator inom alla olika karatestilar sammantagna. Några vanliga exempel är Taikyoku sono ichi (= shodan) medan Pinan sono ichi och Heian Nidan ofta avser samma kata.
En kata är ofta en obligatorisk del i en gradering och måste då utförs disciplinerat, kraftfullt och noggrant. Detta gäller givetvis även i de fall kata utförs som en separat tävlingsgren.

## Kampsport
I traditionell karate var kata den centrala delen av utbildningen och kompletterades med dess ändamål, dvs tillämpning eller användning. Till varje kata hör alltså en bestämd analys, som betecknas Bunkai och brukar utföras med partner.
Vid tävlingar tillämpas särskilda WKF-regler för hur deltagarnas förevisning ska gå till.  En fritt valbar godtycklig kata betecknas Tokui kata (valfri).  Om en kata kan väljas från ett förutbestämt flertal, så kallas den Sentei kata. En viss kata kan också vara föreskriven, en så kallad Shitei (指定) kata (obligatorisk). 

## Undervisning
Kata är utöver kihon och kumite den huvudsakligaste träningstekniken inom karate och utförs med få undantag ensamt mot tänkta motståndare.
Traditionellt lärs en kata ut i olika steg. Tidigare inlärd kata repeteras för att få bättre teknik eller kraft. De olika karatestilarna har sina egna kator eller variationer på samma kata. Några kator kan därför ha två namn, ett ursprungligare på kinesiska eller okinawianska och ett översatt till japanska.
Katorna ökar efter hand i svårighetsgrad, där de lättaste och de första som lärs ut heter Taikyoku (太極), följd av Jūni no Kata (十二の型), vilka lärs ut inom vissa stilar av Shitō-ryūskolan, eventuellt efter elementa i form av Gohō no Uke som kata. Många kator återfinns i flera stilar med liknande utförande, där ursprunget och huvudidén är den samma, medan de svårare kankū och sushiho har många namn och utföranden med snävare gränser.

### Centrala begrepp
Kata kan grovt indelas i två kategorier. Den ena syftar till att stärka fysisk utveckling för muskler och senor, men ger ändå uttryck för styrka och värdighet och vid korrekt utförande en spirituell erfarenhet. Den andra sidan ska utveckla snabba reflexer och rörelser. Rytm och koordination uppfattas som centrala i honnörsbegreppet kime ( 決め), som syftar på korrekt beslut i rätt ögonblick. 
I denna integration av kropp och sinne finns flera specifika begrepp utöver ödmjukhet och artigt bemötande av opponenter. Ett uttryck för detta är att varje kata börjar och slutar med en bugning i ställningen musubi-dachi. Flera viktiga generella begrepp är 
- Kamae (構え) kan beskrivas som hållning eller attackposition.
- Tanden (丹田), energicentrum, tar sig uttryck i kiai (気合). Det är mer än kroppens tyngdpunkt, som beaktas i ställningar och armrörelsernas samtidiga och motriktade utförande.
- Zanshin (残心) innebär att vara avslappnad men samtidigt alert. Detta bör komma till uttryck inte minst i katans avslutning.
- Embusen (演武線) är kartan över slagfältet, en skiss på rörelsemönstret.
- Bunkai (分解) är den fortlöpande analysen av en katas effektivitet i rörelserna.

Nakayama Masatoshi har publicerat ett flertal böcker om karate, där nr 5-8 i en lång serie under titeln Best Karate (1977-79) tar upp såväl ovannämnda punkter som många kator främst inom Shōtōkan-ryūs sfär.

### Översiktlig jämförelse av kator från tolv ledande skolor
| Kata                           | Gōjū-ryū | Shitō-ryū | Shōrin-ryū | Shōtōkan-ryū | Shuri-ryū | Wadō-ryū | Isshin-ryū | Gensei-ryū | Kyokushinkai | Tōon-ryū | Uechi-ryū | Yōshūkai |
| ------------------------------ | -------- | --------- | ---------- | ------------ | --------- | -------- | ---------- | ---------- | ------------ | -------- | --------- | -------- |
| Ananku                         |          |           | Ja         |              | Ja        |          |            |            |              |          |           |          |
| An-nan                         |          | Ja        |            |              |           |          |            |            |              |          |           |          |
| Annanko                        |          | Ja        |            |              |           |          |            |            |              |          |           |          |
| Aoyag (Seiryu)                 |          | Ja        |            |              |           |          |            |            |              | Ja       |           |          |
| Chatanyara Kushanku            |          | Ja        | viss       |              |           |          |            |            |              |          |           |          |
| Chi No Kata                    |          | Ja        |            |              |           |          |            | Ja         |              |          |           |          |
| Chinte                         |          | Ja        | viss       | Ja           |           |          |            |            |              | Ja       |           |          |
| Chintō/Gankaku                 |          | Ja        | Ja         | Ja           |           | Ja       | Ja         | Ja         |              | Ja       | Ja        |          |
| Dan Enn Sho                    |          |           |            |              | Ja        |          |            |            |              |          |           |          |
| Empi Sho                       |          |           |            |              | Ja        |          |            |            |              |          |           |          |
| Fukyu/Fukyugata/Gekisai        | Ja       | Ja        | viss       |              |           |          |            |            | Ja           |          |           |          |
| Garyu                          |          |           |            |              |           |          |            |            | Ja           | Ja       |           |          |
| Gensei No Kata                 |          |           |            |              |           |          |            | Ja         |              |          |           |          |
| Go Pei Sho                     |          |           |            |              | Ja        |          |            |            |              |          |           |          |
| Gojūshiho/Useishi              |          | Ja        | Ja         | Ja           |           |          |            |            |              | Ja       |           |          |
| Hakucho                        |          | Ja        |            |              |           |          |            |            |              |          |           |          |
| Hakutsuru                      |          |           |            |              | viss      |          |            |            |              |          |           |          |
| Heiku                          |          | Ja        |            |              |           |          |            |            |              |          |           |          |
| Ipponme                        |          |           |            |              |           |          |            |            |              |          |           |          |
| Jiin                           |          | Ja        |            | Ja           |           |          |            |            |              |          |           |          |
| Jin No Kata                    |          | Ja        |            |              |           |          |            | Ja         |              |          |           |          |
| Jion                           |          | Ja        | Ja         | Ja           |           | Ja       |            |            |              | Ja       |           |          |
| Jitte                          |          | Ja        |            | Ja           |           | Ja       |            |            |              | Ja       |           |          |
| Jyuroku                        |          | Ja        |            |              |           |          |            |            |              |          |           |          |
| Kanchin                        |          |           |            |              |           |          |            |            |              |          | Ja        |          |
| Kanshiwa                       |          |           |            |              |           |          |            |            |              |          | Ja        |          |
| Kanshu                         |          |           |            |              |           |          |            |            |              |          | Ja        |          |
| Kihon                          |          |           | Ja         |              |           | Ja       |            |            |              | Ja       |           |          |
| Kopasho                        |          |           |            |              |           |          |            |            |              |          |           |          |
| Kururunfa                      | Ja       | Ja        |            |              |           |          |            |            | Ja           | Ja       |           |          |
| Kusanku/Kosoku/Kanku/Koshokun  |          | Ja        | Ja         | Ja           | Ja        | Ja       | Ja         | Ja         | Ja           | Ja       |           |          |
| Matsukaze/Matzukaze            |          | Ja        |            |              |           |          |            |            |              |          |           |          |
| Naihanchi/Tekki                |          | Ja        | Ja         | Ja           | Ja        | Ja       | Ja         | Ja         |              | Ja       |           |          |
| Nan Dan Sho                    |          |           |            |              | Ja        |          |            |            |              |          |           |          |
| Nijuhachiho                    |          |           |            | viss         |           |          |            |            |              |          |           |          |
| Nipaipo/Neipai                 |          | Ja        |            |              |           |          |            |            |              |          |           |          |
| Niseishi/Nijushiho             |          | Ja        | Ja         | Ja           |           | Ja       | Ja         |            |              | Ja       | Ja        |          |
| Pachu                          |          | Ja        |            |              |           |          |            |            |              |          |           |          |
| Paiku                          |          | Ja        |            |              |           |          |            |            |              |          |           |          |
| Papuren                        |          | Ja        |            |              |           |          |            |            |              |          |           |          |
| Passai/Bassai                  |          | Ja        | Ja         | Ja           | Ja        | Ja       |            | Ja         |              | Ja       | Ja        |          |
| Pinan/Heian                    |          | Ja        | Ja         | Ja           |           | Ja       |            |            |              | Ja       | Ja        | Ja       |
| Rōhai/Meikyo                   |          | Ja        | Ja         | Ja           |           | Ja       |            | Ja         |              | Ja       |           | Ja       |
| Saifā                          | Ja       | Ja        |            |              |           |          |            |            |              | Ja       | Ja        |          |
| Sanchin                        | Ja       | Ja        |            | Ja           | Ja        |          | Ja         |            | Ja           | Ja       | Ja        | Ja       |
| Sansai                         |          |           |            |              |           |          |            | Ja         |              |          |           |          |
| Sanseiru/Sanseru               | Ja       | Ja        |            |              |           |          |            |            |              |          |           | Ja       |
| Seichin                        |          |           |            |              |           |          |            |            |              |          | Ja        |          |
| Seipai                         | Ja       | Ja        |            |              |           |          | Ja         | Ja         | Ja           | Ja       |           |          |
| Seiryu                         |          |           |            |              |           |          |            |            |              |          | Ja        |          |
| Seisan/Seishan/Hangetsu        | Ja       | Ja        |            | Ja           |           | Ja       | Ja         | Ja         | Ja           | Ja       | Ja        |          |
| Seiyunchin/Seienchin           | Ja       | Ja        |            |              |           |          | Ja         | Ja         | Ja           | Ja       |           |          |
| Shihō no hō                    |          | Ja        |            |              |           |          |            |            |              |          |           |          |
| Shisōchin                      | Ja       | Ja        |            |              |           |          |            |            |              |          |           |          |
| Sōchin                         |          | Ja        |            | Ja           |           |          |            |            |              |          |           | Ja       |
| Sunsu                          |          |           |            |              |           |          | Ja         |            |              |          |           |          |
| Suparimpei/Suparinpei/Pechurin | Ja       | Ja        |            |              |           | viss     |            |            | Ja           |          |           |          |
| Taikyoku                       |          | Ja        | Ja         | Ja           | Ja        |          |            | Ja         | Ja           | Ja       |           |          |
| Tai No Kata                    |          |           |            |              |           |          |            | Ja         |              |          |           |          |
| Teisho                         | Ja       |           | viss       |              |           |          |            |            | Ja           |          |           |          |
| Tenshin                        |          |           |            |              |           |          |            |            |              |          |           | Ja       |
| Tensho                         | Ja       | Ja        |            |              | Ja        |          |            |            | Ja           | Ja       |           |          |
| Ten No Kata                    |          | Ja        | Ja         | Ja           |           |          |            |            |              |          |           |          |
| Ten-i No Kata                  |          |           |            |              |           |          |            | Ja         |              |          |           |          |
| Toi No Kata                    |          |           |            |              |           |          |            | Ja         |              |          |           |          |
| Unsu/Unshu                     |          | Ja        |            | Ja           |           |          |            |            |              | Ja       |           |          |
| Wankan                         |          |           | Ja         | Ja           |           |          |            | Ja         |              | Ja       |           |          |
| Wansu/Wanshu/Enpi              |          | Ja        | viss       | Ja           | Ja        | Ja       | Ja         |            |              | Ja       |           |          |

### Kort om kator i stilen Kyokushin
Inom Kyokushin, som är en fullkontaktsvariant finns det 20 olika kator, sōguki och kator framförda i ura borträknade. Ura betyder "baksida" och innebär här att utövaren före varje anfall snurrar ett varv. Ursprunget i de flesta av dessa kator kommer från de olika karatestilar som Ōyama Masutatsu tränade, innan han skapade sin egen stil. En av dessa stilar var Gōjū-ryū, varifrån Ōyama tog fyra kator, som denne sōsai ändrade för att passa in i kyokushin. Dessa fyra var:
- Sanchin
- Tensho
- Saiha
- Seienchin

Katorna pinan, yantsu, tsuki no kata, kanku och sushiho kom från den ursprungliga Okinawa-skolan Shuri-te.

## Talet 108:s betydelse
Talet 108 har en mytologisk betydelse i dharmiska religioner. Talet är också associerat med karate, speciellt med stilen Gōjū-ryū. Den främsta Gōjū-ryū-katan, suparinpei, betyder 108. Andra kator från Gōjū-ryū, sanseru (betyder 36) och Seipai (betyder 18) är faktorer av numret 108.